# منطقه دائولو
منطقه دائولو یکی از منطقه های استان ارتفاعات شرقی واقع در کشور پاپوآ گینه نو می باشد. مرکز این منطقه آسارو است. این منطقه خود از یک فرمانداری محلی تشکیل می گردد که هر فرمانداری به منظور سهولت در امر آمارگیری خود به چند بخش تقسیم می شود. این منطقه ۴۵٬۰۰۰ نفر جمعیت داشته است.

## تقسیمات
این منطقه دارای ی فرمانداری محلی است که فرمانداری محلی روستایی می باشد و اسامی آن به شرح زیر است:
- فرمانداری محلی روستایی آسارو-واتابونگ